# Mochlus productum
Espèce
Synonymes
- Lygosoma productum Boulenger, 1909
- Riopa producta (Boulenger, 1909)

Statut de conservation UICN

 LC  : Préoccupation mineure
Mochlus productum est une espèce de sauriens de la famille des Scincidae.

## Répartition
Cette espèce est endémique de Somalie.

## Publication originale
- Boulenger, 1909 : List of Reptiles and Batrachians collected by Capt. U. Ferrandi at Jumbo, lower Juba [Bardera]. Annali del Museo civico di storia naturale di Genova, vol. 44, p. 310-311 (texte intégral).